# 6700 Кубішова
6700 Кубішова (6700 Kubišová) — астероїд головного поясу, відкритий 12 січня 1988 року.
Тіссеранів параметр щодо Юпітера — 3,387.